# CONAS
CONAS (ang. Combined Nuclear and Steam) – rodzaj siłowni na okręcie, składającej się z turbin parowych pracujących podczas prędkości marszowej (ekonomicznej) i prędkości maksymalnej wraz z reaktorami atomowymi oraz kotłami okrętowymi opalanych tradycyjnym paliwem (mazut). Zasada działania tego układu przedstawia się następująco:
- Pierwszy przypadek – podczas prędkości maksymalnej, para z wymiennika reaktora atomowego jest kierowana do przegrzewacza opalanego tradycyjnym paliwem. W ten sposób można zwiększyć energię oddawaną przez parę o około 50%. Dzięki temu rozwiązaniu wzrasta zasięg okrętu i wydajność turbin parowych.
- Drugi przypadek – w czasie maksymalnego zapotrzebowania na moc (prędkość maksymalna), dodatkową ilość pary dostarczają tradycyjne kotły parowe. Wydajność turbin nie ulega zmianie.

System CONAS stosowany jest na krążownikach rosyjskich typu Kirow. W stosunku do siłowni atomowej, umożliwia uzyskiwanie większych prędkości kosztem zwiększenia masy siłowni stosunkowo niewielką wagą dodatkowych kotłów okrętowych. Ponadto turbiny parowe szybciej uzyskują moc maksymalną.